# Holms
Holms è un'isola della Groenlandia. Si trova nella parte nord-ovest ed è circondata dalle acque della Baia di Baffin; fino al 2008 è appartenuta alla contea della Groenlandia Occidentale e in particolare al comune di Upernavik. Ora fa parte del comune di Avannaata.
Poco a nord, su un'altra isola vicina, si trova il villaggio di Kullorsuaq.